# Illawarra

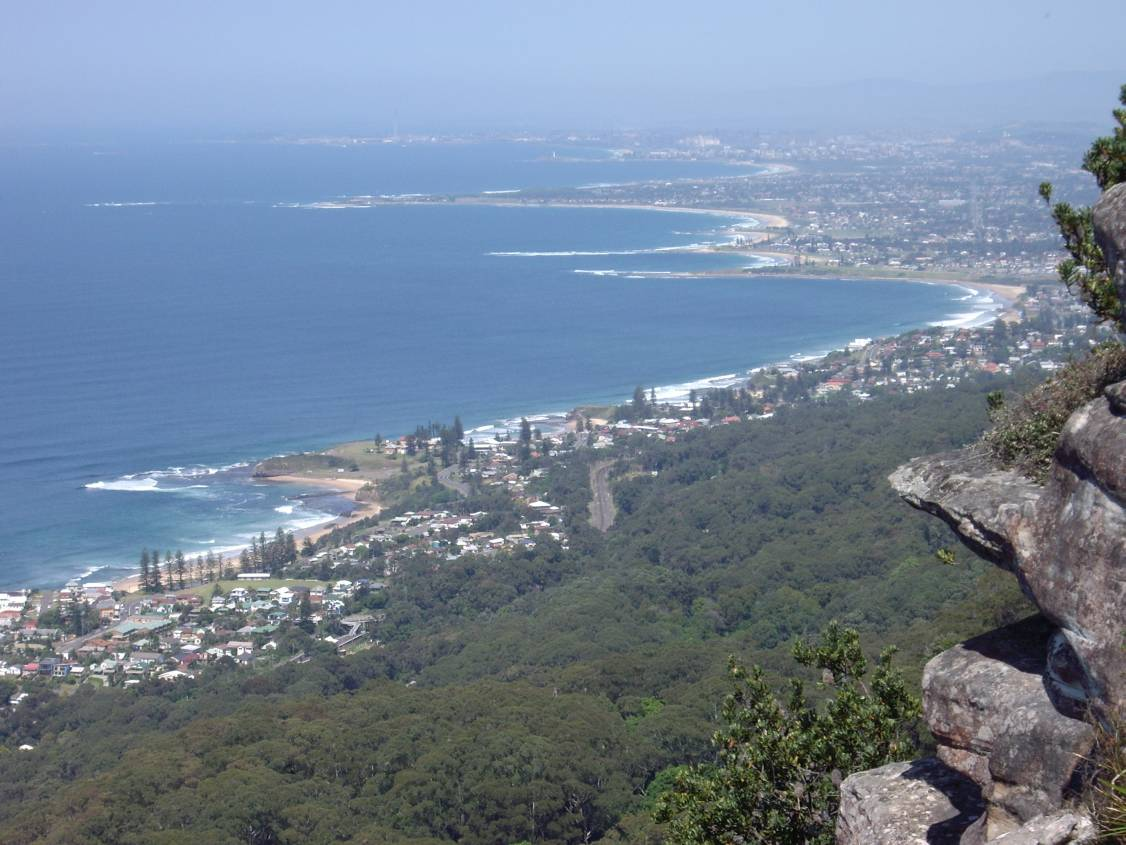
Vue prise depuis l'escarpement des Highland, dans le nord de l'Illawarra : on voit sur la côte les villes Austinmer, Thirroul, Bulli, Wollongong et Port Kembla au loin.

Pour les articles homonymes, voir Illawarra (homonymie).
L'Illawarra est une région de la Nouvelle-Galles du Sud, en Australie. C'est une région limitée par l'océan à l'est, la région de Sydney au Nord (Parc National royal), la rivière Shoalhaven au Sud et par la falaise de l'extrémité du plateau des "Southern Highlands" à l'ouest.
Son nom vient du langage aborigène local et veut dire " la terre entre la montagne et la mer". C'est une région vallonnée où se trouve Wollongong, la troisième ville de la Nouvelle-Galles du Sud par sa population.
Les principales ressources économiques de la région sont l'agriculture, l'extraction du charbon et la fabrication de l'acier. La plus grande aciérie australienne, la "BlueScope Steel" se trouve d'ailleurs à Port Kembla.
La région est reliée à Sydney par la route (Princes Motorway (en)) et le chemin de fer (ligne électrifiée), à l'ouest par l'autoroute de l'Illawarra et la Picton Road (en) ; et vers le Sud par l'autoroute Princes Highway.
Il existe une race bovine issue de cette région, nommée Illawarra.